# Nicola Tabassi
Nicola Tabassi (Lama dei Peligni, 1880 – Roma, 1956) è stato un politico italiano.

## Biografia
Nato a Lama dei Peligni nel 1880, studiò a Sulmona e a Chieti e conseguì infine la laurea in giurisprudenza presso l'Università di Macerata. Attivo nella vita amministrativa locale, fu consigliere comunale e sindaco del suo comune natale nei primi anni del XX secolo, realizzando nel 1908 l'acquedotto che prendeve le sue acque dalla sorgente delle Acquevive di Taranta Peligna.
Trasferitosi a Chieti, nel palazzo di famiglia in corso Marrucino, praticò la professione di avvocato e fu impiegato nella sede teatina della Società assicuratrice del sindacato pugliese. Nel 1914 fu eletto consigliere della Provincia di Chieti, e di nuovo nel 1920 e nel 1924 nella lista dei liberal-democratici. Eletto sindaco della città nel 1924, venne nominato podestà dal governo fascista nel novembre 1932.
Tra i vari incarichi ricoperti, si ricordano quello di presidente della Società Stampa Abruzzese e direttore della filiale locale dell'INAIL.
Sposato con Luisa Patrignani, ebbe una figlia di nome Maddalena, in seguito trasferitasi a Roma. Morì nel 1956 nella capitale, dove si era recato in visita alla famiglia della figlia.